# Estigia (río)

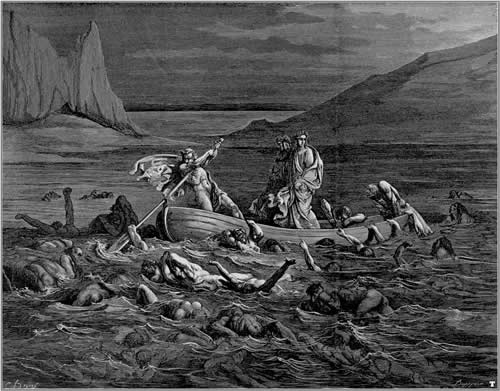
Gustave Doré: La travesía del Estigia (La Traversée du Styx, 1861).

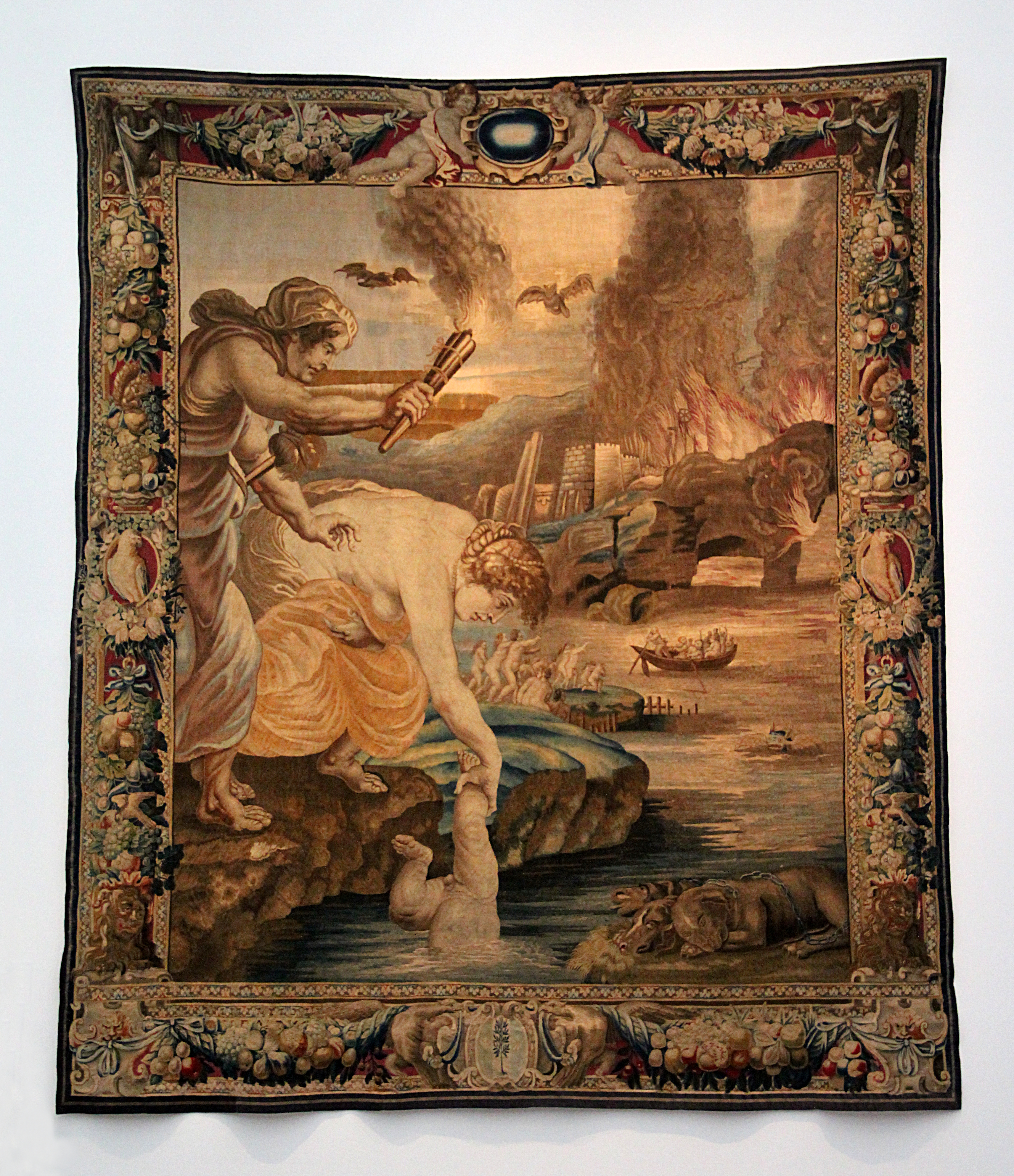
Thetis filium in Stygiam undam immittit. Hacia 1650.

El río Estigia  o Estigio,  también Éstige, Estige  o Estix  (en griego: Στύξ, en latín: Styx), en la mitología clásica, era el principal de los ríos que discurrían por el inframundo. Constituía un límite natural que separaba la tierra y el mundo de los muertos, el Hades. La diosa que lo personificaba era Estigia, una de las ninfas oceánides. Platón dice que Estigio es el río y Estigia la laguna que forma el río al desembocar.  Versiones tardías dicen que el Estigia era un pantano o ciénaga.

## Etimología y onomástica
Estigia (en griego antiguo, Στύξ; romanización, Stýx; pronunciación, clásica: [stʉ́kʰs] Koiné: [stykʰs] bizantina: [styks]; significado: ‘del verbo στυγέω (Stygéô) odiar, detestar’). Su nombre en español proviene del caso genitivo, en griego Στũγός (Stygós) y en latín Stȳgis. Ha dado la voz «estigio»; Στύγιος (stýgios) y Stygius esto es, ‘del Estigia, estigio, infernal, odioso, nefasto’. Los propios griegos entendían stygeros como ‘odioso o aborrecible’.

## Mitología clásica